# Wang Liqin
Wang Liqin, (kinesiska: 王励勤; pinyin: Wáng Lìqín) född 18 juni 1978 i Shanghai, Kina, är en kinesisk före detta bordtennisspelare.

## Karriär
Wang Liqin började spela bordtennis i sexårsåldern. Redan i femtonårsåldern (år 1993) togs han ut första gången till det kinesiska bordtennislandslaget.
Wang Liqin vann sin första guldmedalj i en dubbelmatch, tillsammans med den före detta lagkamraten Yan Sen vid de olympiska sommarspelen 2000 i Sydney, Australien.
Året därpå vid VM 2001 i Osaka, Japan vann Wang Liqin sitt första VM-guld, både i singel och dubbel. Totalt har han vunnit sju VM-medaljer, alla guld, därmed Paris, Frankrike 2003, Shanghai, Kina 2005 samt i Zagreb, Kroatien 2007.
Säsongen 2004 vid OS i Aten mötte han lagkamraten Wang Hao i semifinalen och föll med setsiffrorna 4-1 (11-8, 11-5, 6-11, 11-9 och 11-3). I bronsmatchen gick Liqin segrande ur mötet med svensken Jan-Ove Waldner, i en match som slutade 4-1 i set.
Vid OS 2008 i hemlandet Kina tog Liqin sitt andra OS-guld då Kina besegrade Tyskland i lagfinalen, men föll i singelturneringens semifinal mot landsmannen Ma Lin med 4-2 i set. Han vann dock ganska enkelt bronsmatchen mot svensken Jörgen Persson med 4-0 i set.

## Meriter

### Vinster
| År   | Mästerskap         | Finalmotståndare                            | Setsiffror                                | Singel/Dubbel/Lag             |
| ---- | ------------------ | ------------------------------------------- | ----------------------------------------- | ----------------------------- |
| 2000 | Sydney, Australien | Kong Linghui, Liu Guoliang                  | ?                                         | Dubbel (med Yan Sen)          |
| 2001 | Osaka, Japan       | ?                                           | ?                                         | Dubbel                        |
| 2001 | Osaka, Japan       | Kong Linghui                                | (3-2) 11-21, 11-21, 21-16, 21-13, 21-13   | Singel                        |
| 2001 | Osaka, Japan       | Ryu Seung Min, Kim Taek Soo, Oh Sang-Eun    | 3-2                                       | Lag (med Ma Lin, Liu Guozeng) |
| 2003 | Paris, Frankrike   | ?                                           | ?                                         | Dubbel                        |
| 2004 | Aten, Grekland     | Wang Hao                                    | (4-1) 11-8, 11-5, 6-11, 11-9, 11-3        | Singel                        |
| 2005 | Shanghai, Kina     | ?                                           | ?                                         | Dubbel                        |
| 2005 | Shanghai, Kina     | Ma Lin                                      | ?                                         | Dubbel                        |
| 2006 | Bremen, Tyskland   | Sydkorea                                    | ?                                         | Lag (med Wang Hao, Ma Lin)    |
| 2007 | Zagreb, Kroatien   | Ma Lin                                      | ?                                         | Singel                        |
| 2007 | Zagreb, Kroatien   | ?                                           | ?                                         | Dubbel                        |
| 2008 | Peking, Kina       | Timo Boll Dimitrij Ovtcharov Christian Süss | 3-0, 3-1, 3-1                             | Lag (med Wang Hao, Ma Lin)    |
| 2008 | Peking, Kina       | Ma Lin                                      | 4-2 (5-11, 9-11, 9-11, 12-10, 11-3, 8-11) | Singel                        |

### Olympiska meriter

#### Olympiska sommarspelen 2008
| Idrottare  | Gren   | Grundomgång          | Omgång 1             | Omgång 2             | Omgång 3              | Omgång 4             | Kvartsfinal          | Semifinal            | Final                |  |
| Idrottare  | Gren   | Motståndare Resultat | Motståndare Resultat | Motståndare Resultat | Motståndare Resultat  | Motståndare Resultat | Motståndare Resultat | Motståndare Resultat | Motståndare Resultat |  |
| ---------- | ------ | -------------------- | -------------------- | -------------------- | --------------------- | -------------------- | -------------------- | -------------------- | -------------------- |  |
| Wang Liqin | Singel |                      |                      |                      | Błaszczyk (POL) W 4-0 | Schlager (AUT) W 4-0 | Ruiwu (CRO) W 4-0    | Ma (CHN) L 2-4       | Persson (SWE) W 4-0  |  |